# Can Gurrumbau
Can Gurrumbau és una obra de Massanes (Selva) inclosa a l'Inventari del Patrimoni Arquitectònic de Catalunya.

## Descripció
Antiga masia aïllada, situada al barri de Cambrerol, a una petita urbanització-grup de cases que hi ha poc abans d'arribar al barri d'El Rieral, poc abans de trobar el Pont Penjant que hi ha sobre la riera de Massanes.
L'edifici consta de tres cossos, un dels quals s'hauria afegit recentment, en els últims vint anys.
El cos del costat esquerre, de dues plantes, està cobert per una teulada a doble vessant, desaiguada als laterals. A la planta baixa, hi ha la porta d'entrada, en arc pla format per carreus de pedra i amb els brancals també de carreus de pedra. Al pis, hi ha dues finestres amb llinda monolítica i brancals i ampit de pedra. Adossat davant per d'avant d'aquest cos, hi ha un porxo amb pilars de maons, encavallades de fusta i teulada de teula àrab.
Al centre, hi ha un cos amb la teulada a una vessant, desaiguada a la façana principal, amb dues finestres a la planta baixa, i dues al pis, totes en arc de llinda format per carreus de pedra.
Al costat dret, la construcció més recent amb dues finestres a la planta baixa, i una al pis, totes en arc de llinda. Aquest cos està cobert per una teulada a una vessant desaiguada a la façana principal.
Totes les obertures estan protegides amb reixes de ferro forjat.
Totes les façanes principals, deixen al descobert el treball de maçoneria. Les altres façanes estan arrebossades. Un ampli jardí amb piscina es troba davant la casa. Tota la casa està protegida per una batlla.